# Loitering Weapon

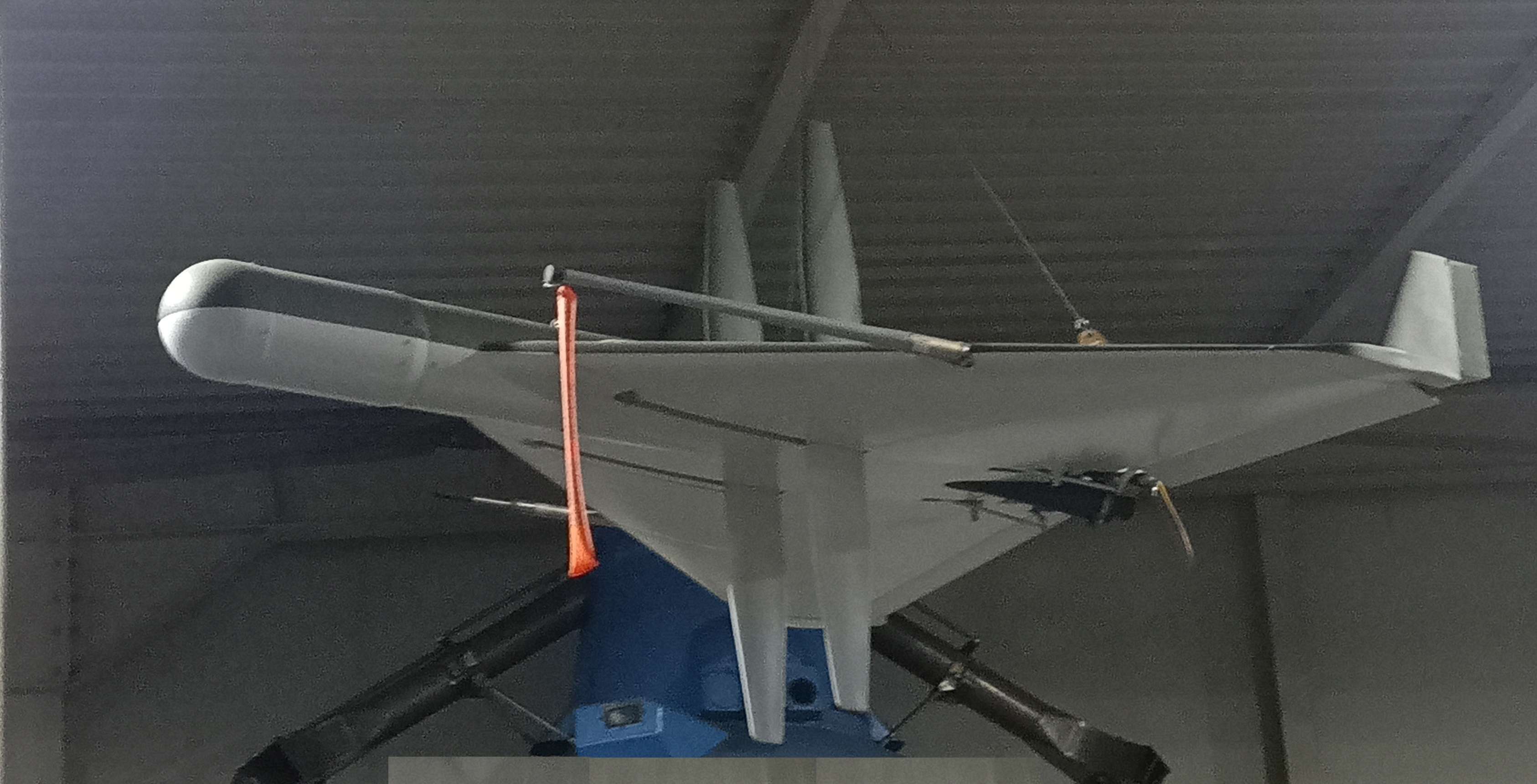
Erste Entwicklungen in den 1980er Jahren: Drohne-Anti-Radar der Bundeswehr

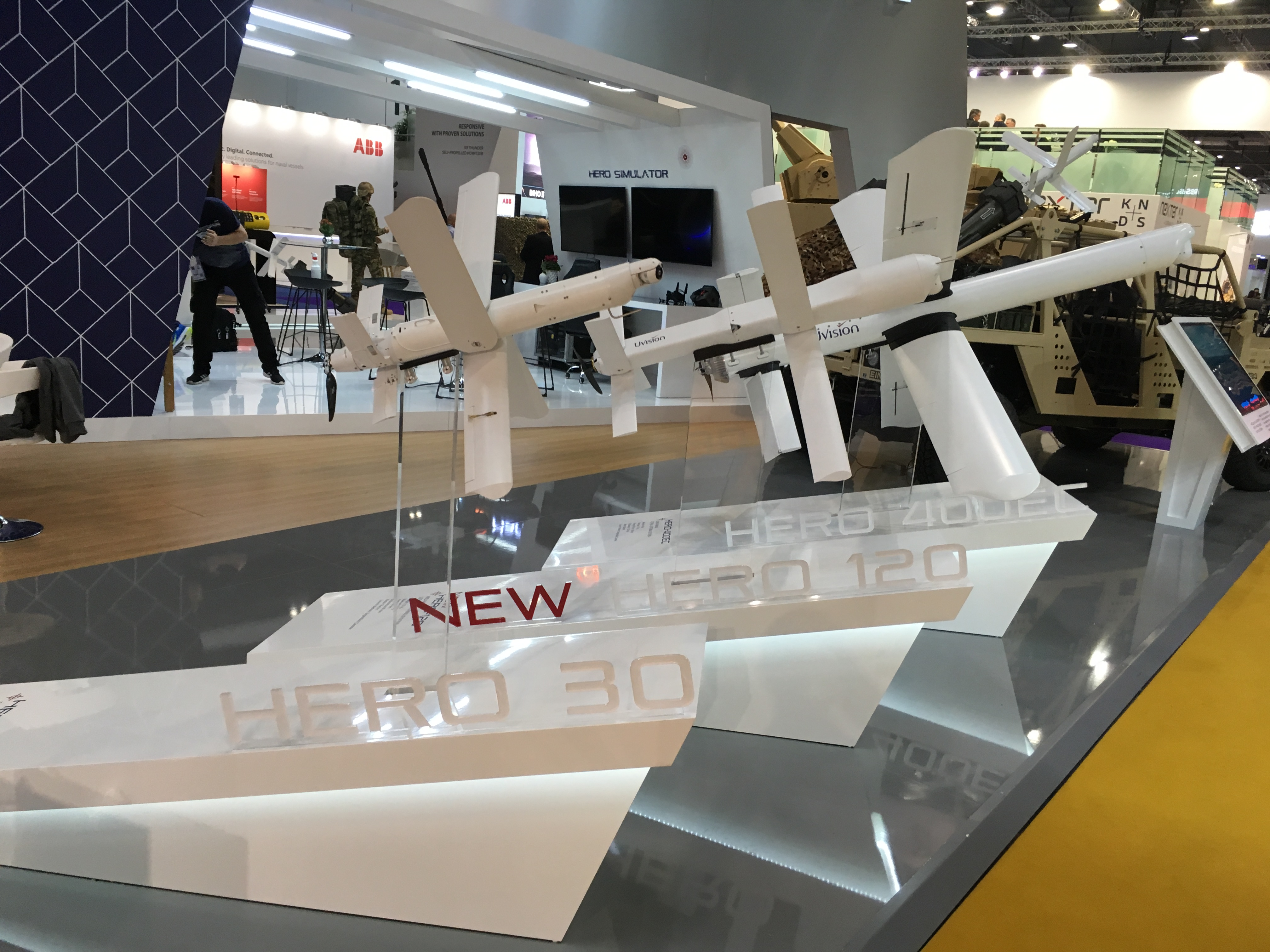
Loitering Weapon HERO (UVision Air Ltd, Israel), DSEI 2019, London

Als loitering weapon oder loitering ammunition (englisch für „lungernde Waffe“ oder „lungernde Munition“) werden Lenkwaffen bezeichnet, die zunächst ohne bestimmtes Ziel gestartet werden und anschließend längere Zeit über dem Zielgebiet kreisen. Drohnenpiloten am Boden können der Lenkwaffe per Datenlink ein Ziel zuweisen und die Lenkwaffe greift dieses an. Lenkwaffen können je nach Ausführung auftauchende Ziele auch mittels eigener Sensorik entdecken, bewerten und den Angriff selbstständig ausführen.

## Begriff

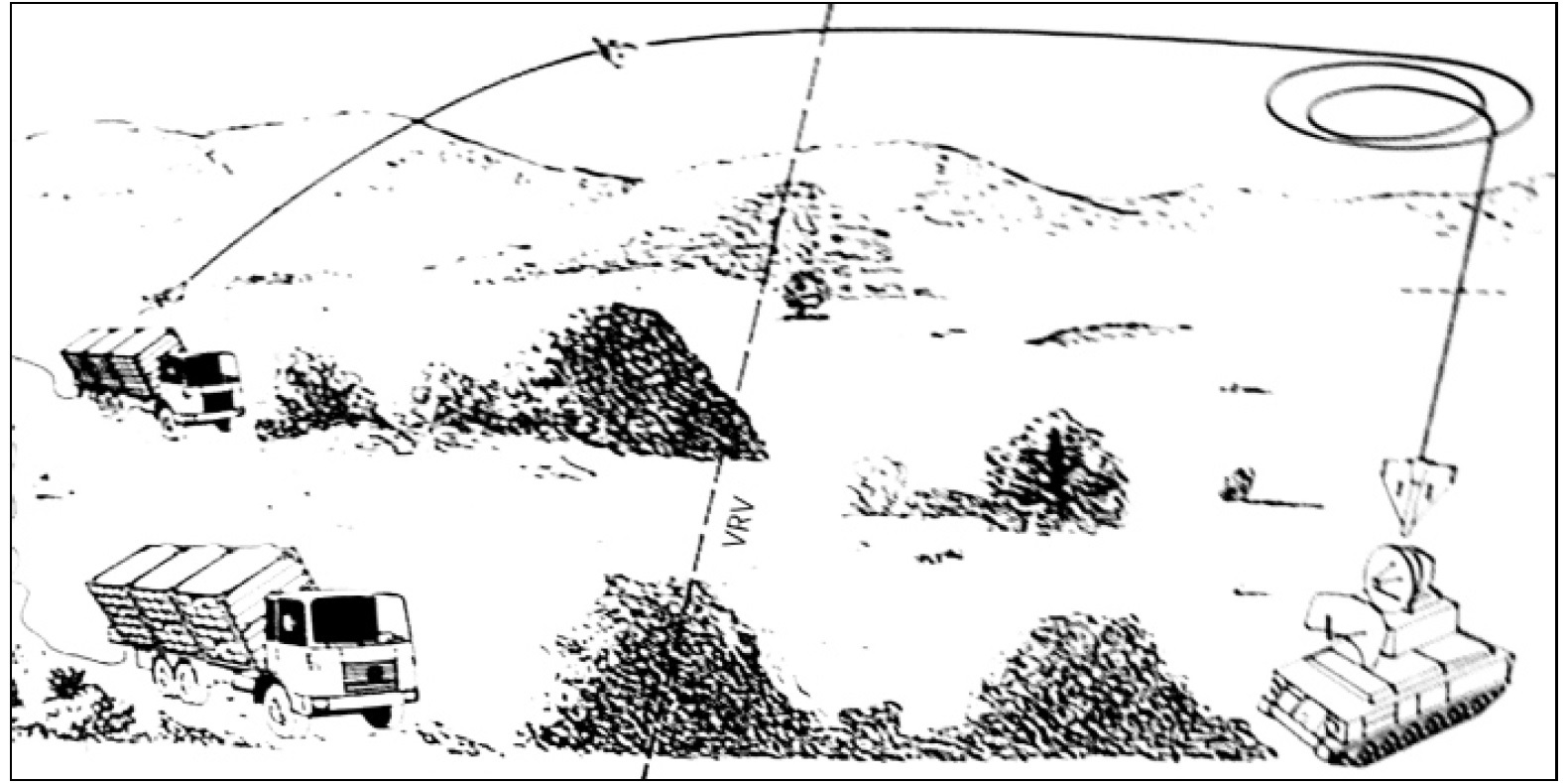
Dornier Loiteringkonzept mit Drohne DAR (1985)

Umgangssprachlich werden diese Waffen oft Kamikaze-Drohnen genannt. Der Begriff Kamikaze trifft auf jede Drohne mit Sprengkopf zu, die beim Aufschlag auf ein Ziel zerstört wird.

## Einsatz
Laut einem im März 2021 veröffentlichten Bericht des Expertengremiums des UN-Sicherheitsrats für Libyen machte eine türkische Kargu-2-Drohne am 7. März 2021 autonom Jagd auf ein menschliches Ziel in Libyen und griff es an. Vielleicht war dies das erste Mal, dass ein autonomer Roboter mit tödlichen Waffen bewaffnet wurde und damit einen Menschen angriff.
Aserbaidschan setzte im Krieg um Bergkarabach 2020 erstmals zahlreiche Kamikazedrohnen ein und zerstörte damit mindestens 74 Bodenziele.
Beim russischen Überfall auf die Ukraine setzen beide Kriegsparteien viele Drohnen (auch Kamikazedrohnen) ein. Russland verwendet Lauerdrohnen vom Typ ZALA Lancet.
Die von der Ukraine eingesetzten amerikanischen Switchblade und Phoenix Ghost können zur Vermeidung von unerwünschten Schäden sogar zurückgerufen und später erneut gestartet werden.

## Beispiele
- Aerovironment Switchblade
- MSP Warblefly
- AGM-136 Tacit Rainbow
- Fire Shadow
- Gerbera-Drohne
- HESA Shahed 136
- IAI Harop
- Delilah
- Low Cost Autonomous Attack System
- Phoenix Ghost

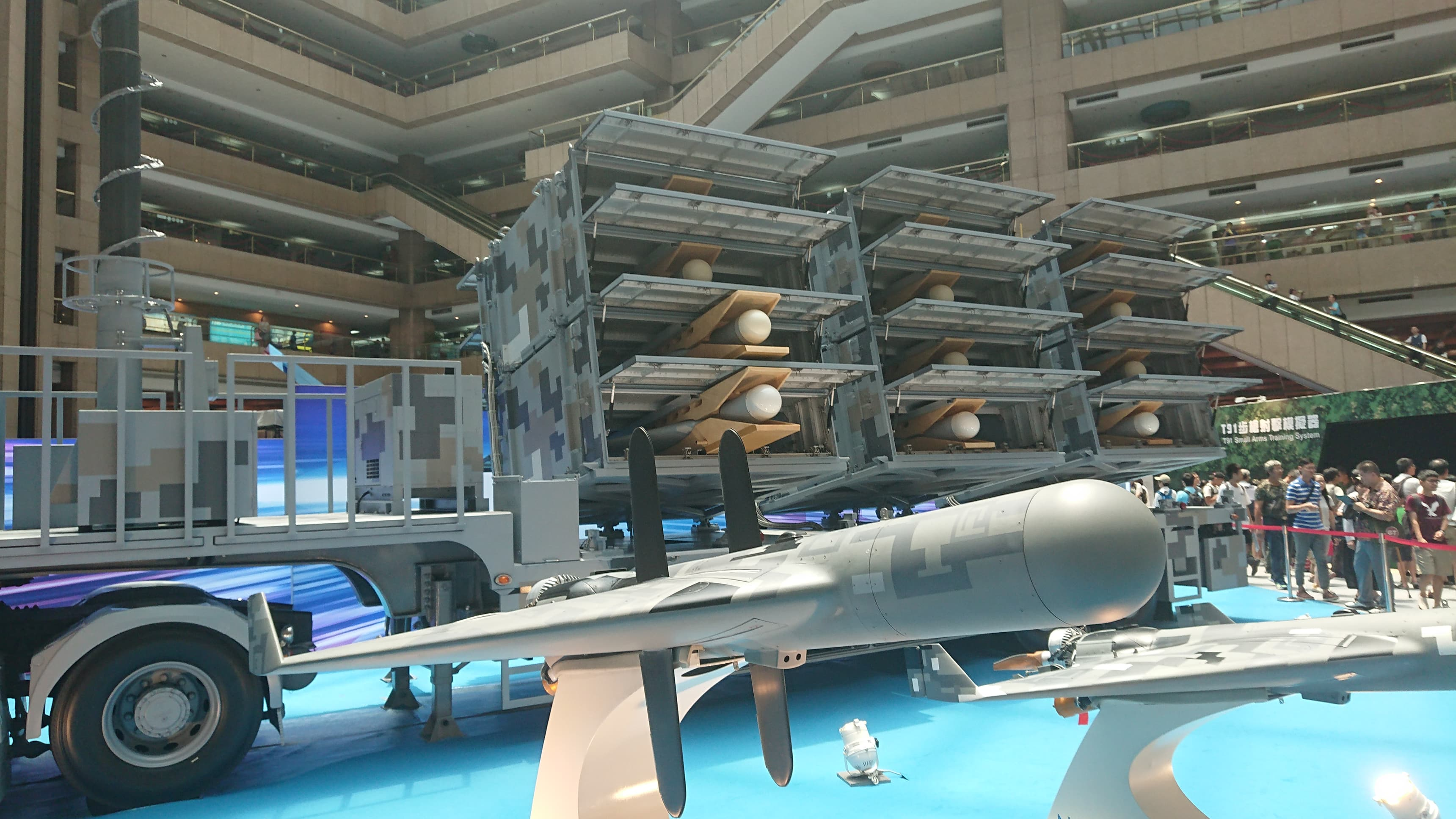
Taiwanische NCSIST Chien Hsiang

- XM501 Non Line of Sight Launch System
- ZALA KUB-BLA